# アベニューN駅
アベニューN駅（Avenue N）はブルックリン区のアベニューNとマクドナルド・アベニュー交差点に位置するニューヨーク市地下鉄INDカルバー線の駅である。F系統が終日停車する。

## 駅構造
| P ホーム階 | 相対式ホーム、右側ドアが開く | 相対式ホーム、右側ドアが開く                                            |
| P ホーム階 | 北行緩行線                   | ← ジャマイカ-179丁目駅行き（ベイ・パークウェイ駅）                      |
| P ホーム階 | 混雑方向 急行線              | → 定期列車なし                                                          |
| P ホーム階 | 南行緩行線                   | → コニー・アイランド-スティルウェル・アベニュー駅行き（アベニューP駅）→ |
| P ホーム階 | 相対式ホーム、右側ドアが開く |                                                                         |
| M          | 改札階                       | 改札口、駅員詰所、メトロカード自動券売機                                |
| G          | 地上階                       | 出入口                                                                  |

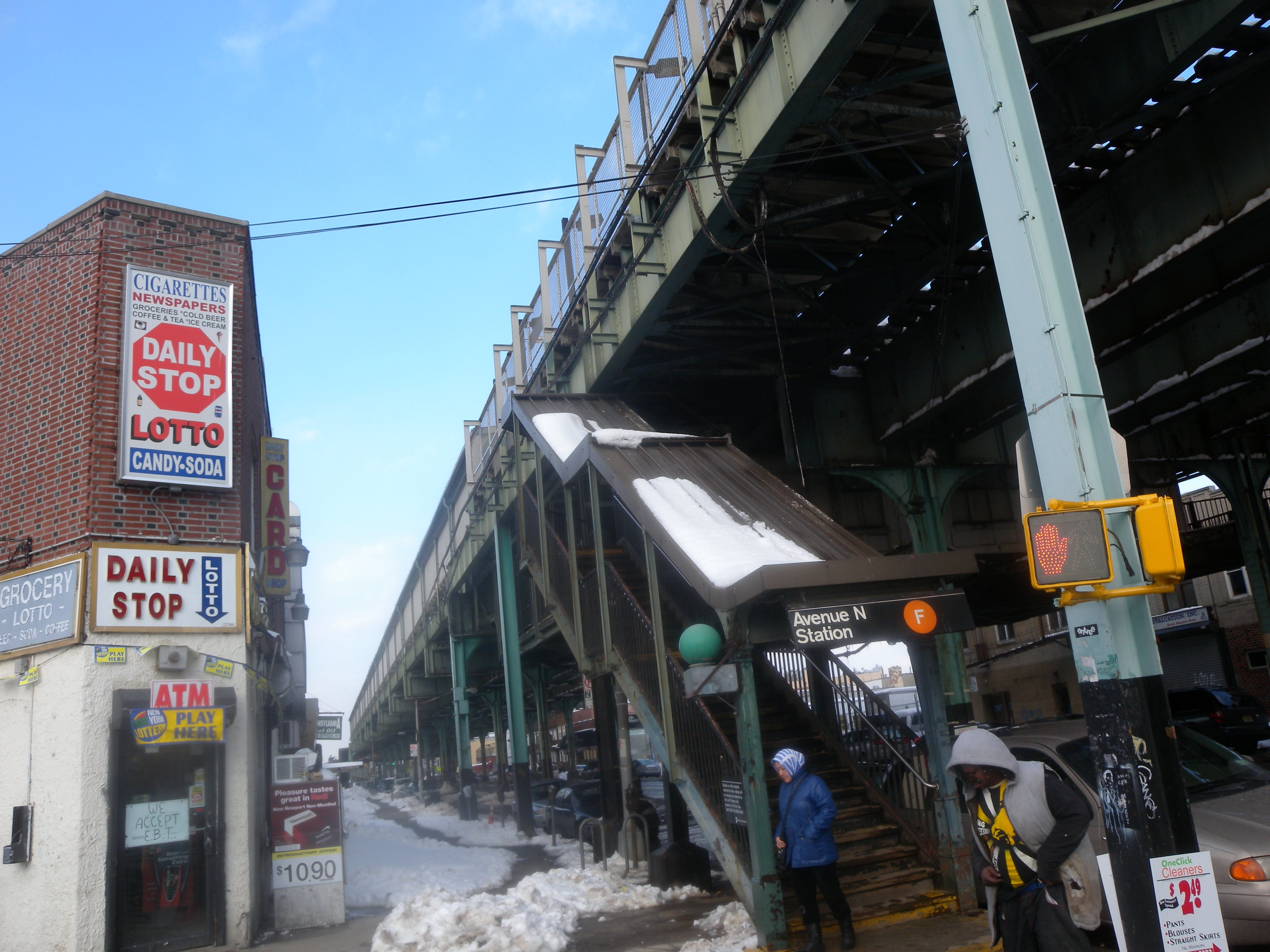
入口

駅は1919年3月16日に開業、相対式ホーム2面3線の高架駅で中央線は使用されていない。2016年6月7日から2017年5月1日まで南行ホームが、2017年5月22日から2018年7月30日まで北行ホームが改装された。

### 出口
南側に有人改札が、北側に無人改札がある。南側改札からはアベニューNとマクドナルド・アベニュー交差点北側に、北側改札からはアベニューMとマクドナルド・アベニュー交差点南側に出ることができる。